# Сан-Джованни-аль-Натизоне
Сан-Джованни-аль-Натизоне (итал. San Giovanni al Natisone) — коммуна в Италии, располагается в регионе Фриули-Венеция-Джулия, в провинции Удине.
Население составляет 6260 человек (2014 г.), плотность населения составляет 242 чел./км². Занимает площадь 24 км². Почтовый индекс — 33048. Телефонный код — 0432.
Покровителем коммуны почитается святой Иоанн Креститель, ежегодно проходит фестиваль 24 июня.

## Демография
Динамика населения:

## Администрация коммуны
- Официальный сайт: http://www.comune.sangiovannialnatisone.ud.it